# Малые Нослы
Малые Нослы (мар. Нусла) — деревня в Мари-Турекском районе Республики Марий Эл. Входит в состав Марийского сельского поселения.

## География
Находится в восточной части республики Марий Эл на расстоянии приблизительно 34 км по прямой на юго-восток от районного центра посёлка Мари-Турек.

## История
Основана в 1930 году жителями деревни Нослы Кировской области. Все её жители были крещёными татарами. В 1934 году в деревне было 15 домов, в 1946 году 17 дворов, проживало 64 человека. Работали колхозы «Красный Октябрь», имени Ворошилова, «Красный Октябрь», «Коммунар», совхоз «За мир».

## Население
Население составляло 38 человек (татары 63 %, кряшены 37 %) в 2002 году, 23 в 2010.